# Kloster Reichenau

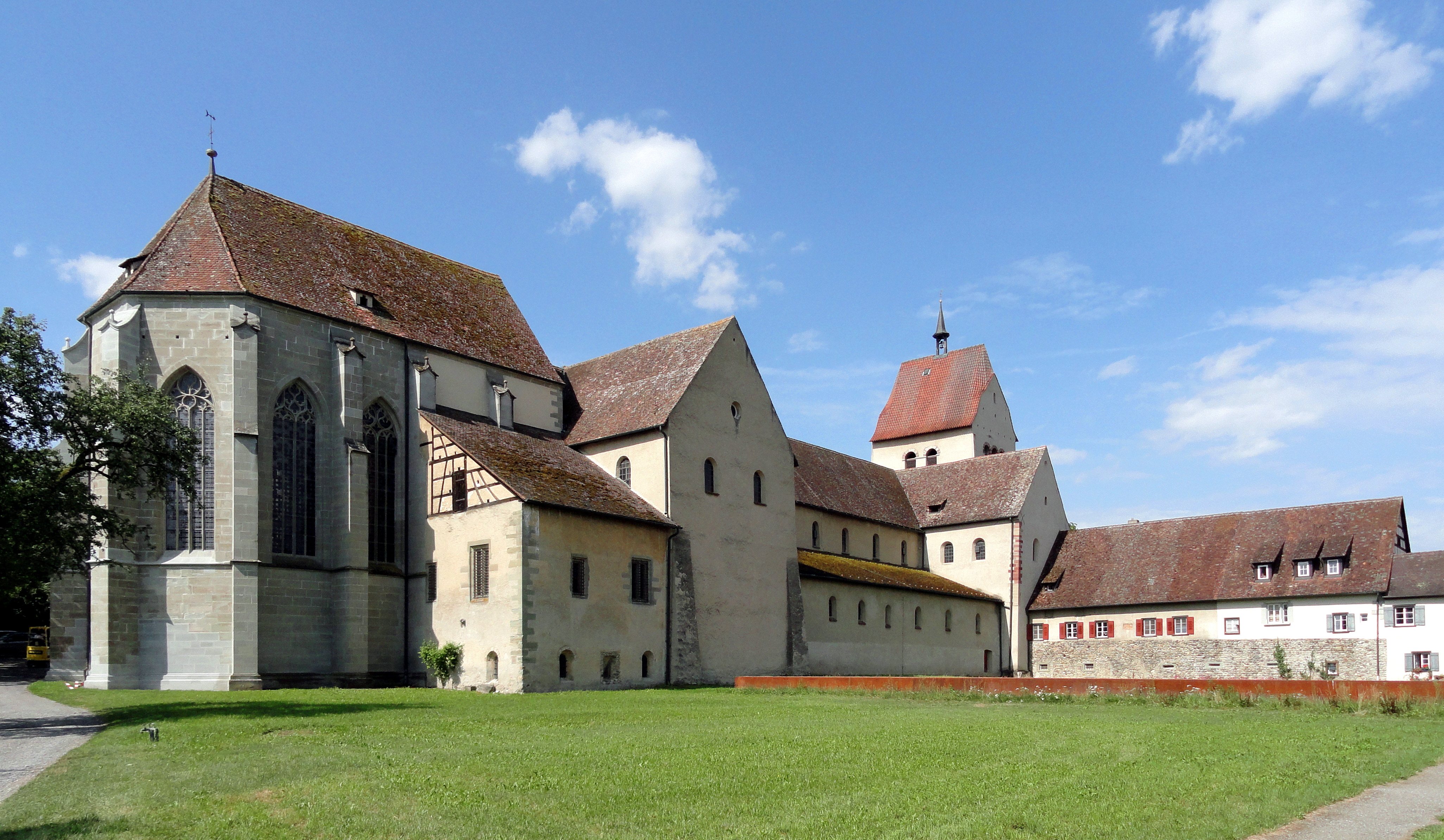
Kloster und Münster Reichenau (August 2013)

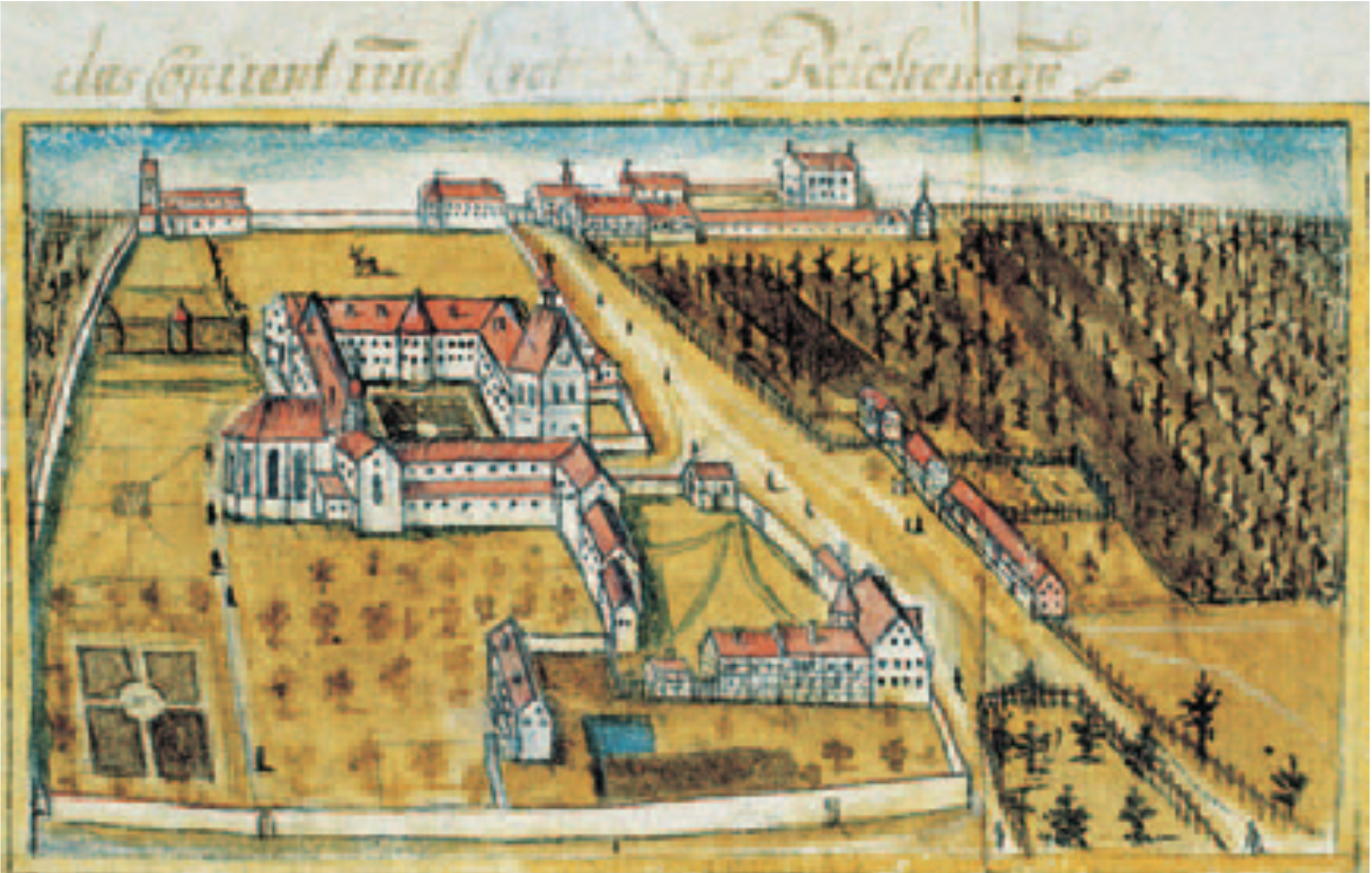
Darstellung von 1707

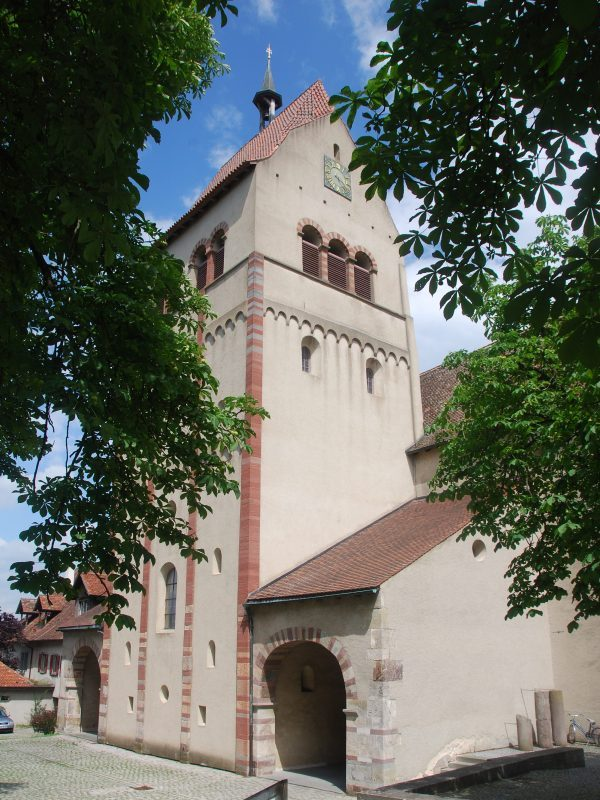
Klosterkirche Münster St. Maria und Markus in Mittelzell

Das Kloster Reichenau (lateinisch Monasterium Augiense) war eine Benediktinerabtei in Mittelzell auf der Insel Reichenau im Bodensee. Es wurde 724 von Pirminius gegründet und war ab 1540 ein Priorat des Konstanzer Bischofs. Es zählt neben der mit der Reichenau in regem geistigen Kontakt stehenden Fürstabtei St. Gallen und dem Kloster Fulda zu den bedeutendsten Klöstern der karolingischen Zeit. 1757 wurde das Kloster aufgehoben, 1803 verließen die letzten Mönche die Insel. Heute befindet sich im Klostergebäude das Rathaus der Gemeinde Reichenau (Landkreis Konstanz), die ehemalige Klosterkirche ist heute das Münster St. Maria und Markus – im April 2024 wurde es von Papst Franziskus anlässlich des 1300-jährigen Jubiläums zur Basilica minor erhoben.
Seit 2001 lebt nach 250 Jahren wieder eine kleine Gemeinschaft von Benediktinern auf der Insel.
2003 wurden zehn Hauptwerke der Reichenauer Handschriften als „kulturgeschichtlich einzigartige Dokumente, die exemplarisch das kollektive Gedächtnis der Menschheit repräsentieren“, zum UNESCO-Weltdokumentenerbe hinzugefügt.
Zum 1300-jährigen Jubiläum des Klosters im Jahr 2024 zeigte die „Große Landesausstellung Baden-Württemberg“ unter dem Titel Welterbe des Mittelalters vom April bis Oktober des Jahres Handschriften und weitere Zeugnisse von der Insel im Archäologischen Landesmuseum Baden-Württemberg in Konstanz am Bodensee sowie auf der Insel selbst. Für das Reichenauer Münster hat eine Bürger-Projektgruppe in Fortsetzung des Reichenauer „Verbrüderungsbuches“ von 824 das „Reichenauer Buch der Verbundenheit 2024“ geschaffen.

## Geschichte

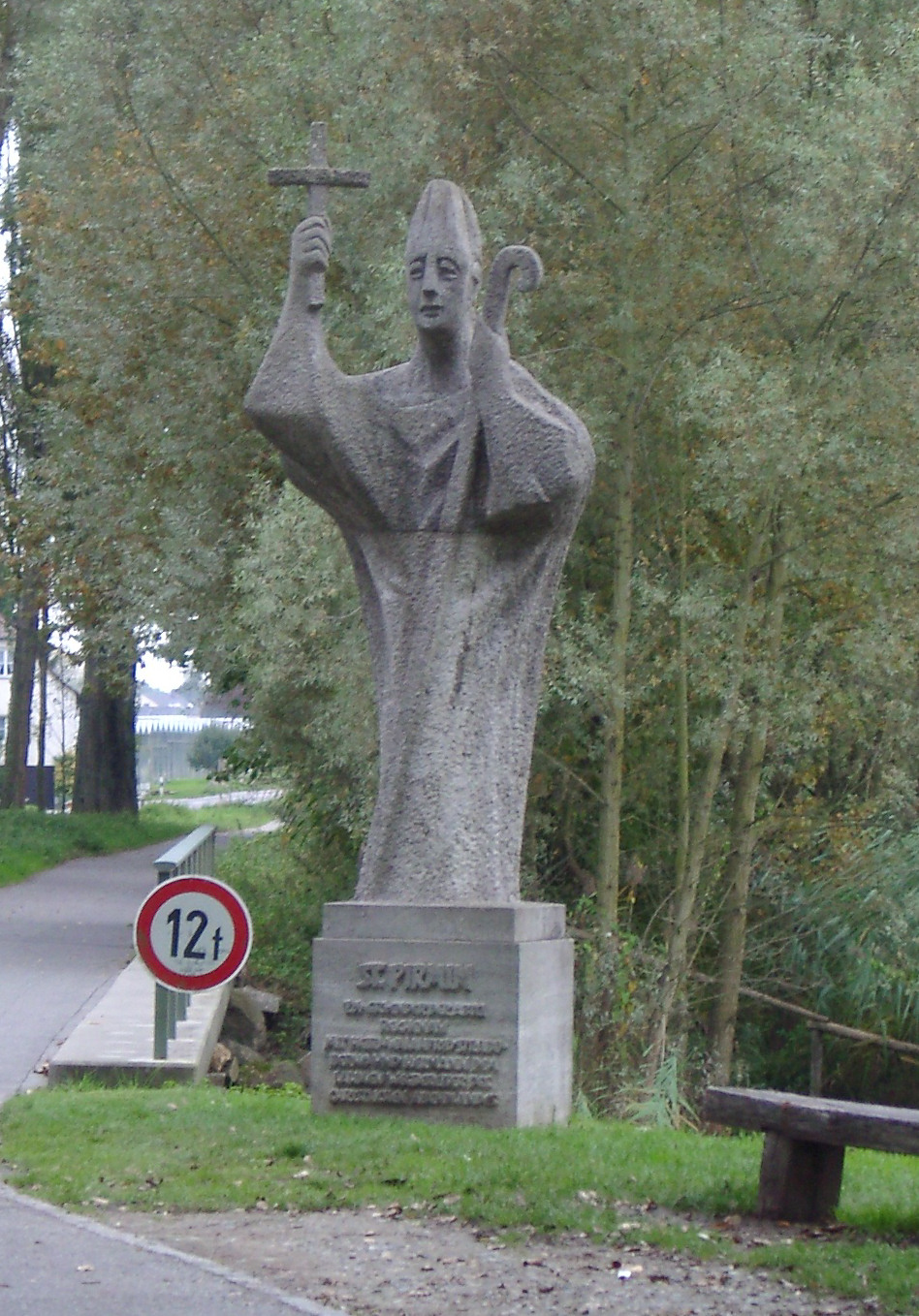
Modernes Standbild des Heiligen Pirminius am Ende des Reichenauer Damms unmittelbar vor der Radwegbrücke (die nördlich der Straßenbrücke verläuft) über den Bruckgraben

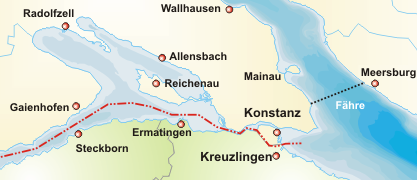
Lage der Insel Reichenau

### Gründungssage

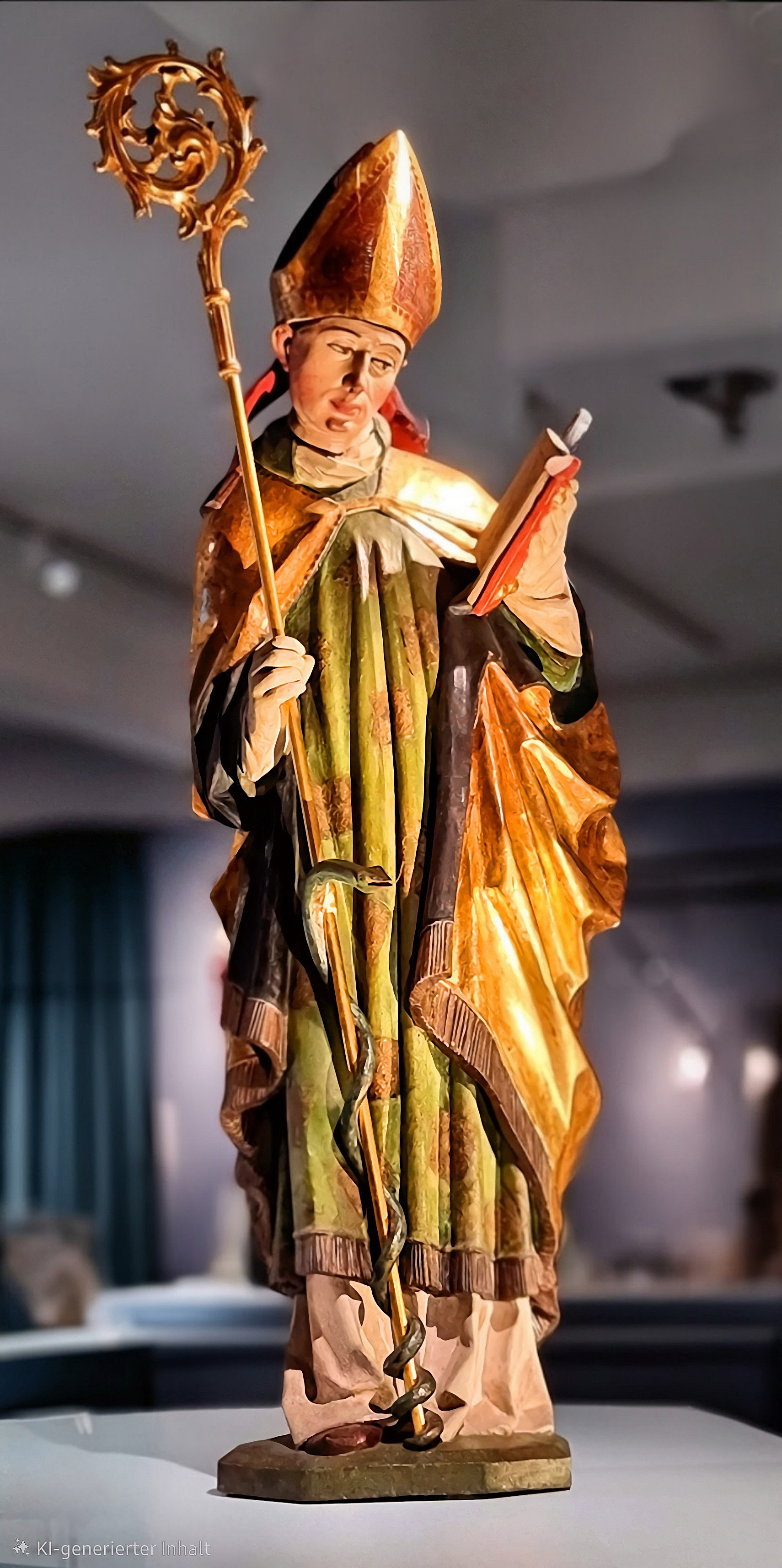
Wanderbischof St. Pirminius

Die Insel gehörte in den Einflussbereich eines alemannischen Adligen namens Sintlas, der auf der nahen Burg Sandeck, auf dem heutigen Gemeindegebiet des gegenüberliegenden Salenstein am Schweizer Ufer, wohnte. Deshalb hieß die Insel früher auch Sintlas-Au oder Sindleozesauua. Als 724 der Heilige Pirminius mit 40 Mönchen an den Untersee kam, bat ihn Sintlas, in der Gegend eine Kapelle zu bauen. Pirminius wählte als Platz die Insel Reichenau. Sie war von einem unwirtlichen Urwald bewachsen und voll von Schlangen, Kröten und Insekten. Dort, wo Pirminius zuerst Fuß auf die Insel setzte, bildete sich eine Quelle. Das Ungeziefer aber floh während dreier Tage von der Insel und schwamm über den See. Pirminius und seine Begleiter rodeten nun das Gebiet, machten die Insel für Menschen bewohnbar und gründeten im gleichen Jahr das Kloster.
Das Element der Gründungssage, dass die Insel Reichenau vor Gründung des Klosters unbesiedelt war, wird nach aktuellem Wissensstand durch die Archäologie bestätigt.

### Mittelalter
Das Benediktinerkloster wurde 724 vom Missionsbischof Pirminius im damals weitgehend heidnischen Alamannien gegründet. In der Folgezeit wurde es unter Abt Waldo zur karolingischen Abtei und genoss die Unterstützung der fränkischen Hausmeier und Könige. So fiel eine erste Blütezeit der für die Christianisierung Alamanniens wichtigen Mönchsgemeinschaft in das ausgehende 8. und 9. Jahrhundert. Selbst Karl der Große besuchte mit seiner Gemahlin Hildegard und deren Bruder Gerold 780 erstmals das Kloster.
Wie das Kloster St. Gallen verfügte das Kloster Reichenau, das älteste Zentrum ärztlichen Wissens am Bodensee, über eine Badeeinrichtung (balnearum domus, Badehaus) und eine große Abteilung zur Krankenbehandlung und Klosterärzte.
Abt Waldo (786–806) war der Gründer der Reichenauer Gelehrtenschule (die Klosterschule Reichenau). Er gab Egino von Verona die Erlaubnis zur Gründung der Cella St. Peter und Paul an der Westspitze der Insel. Abt Haito (806–823) war der Erbauer des Marienmünsters in Mittelzell. Im Chor der Kirche wurde 888 Kaiser Karl der Dicke beigesetzt. Das Reichenauer Verbrüderungsbuch und der auf der Reichenau erarbeitete St. Galler Klosterplan entstammen dem 9. Jahrhundert, an dessen Ende der politisch sehr wirksame Abt und Mainzer Erzbischof Hatto III. (888–913) die Georgskirche in Oberzell errichten ließ.
Durch Privilegien wie Kirchliche Immunität, Zollfreiheit, Wahlrecht und Schenkungen durch die Könige Heinrich I., Otto I. und Otto II. und deren Besuche erlangte Reichenau in der Zeit der ottonischen Könige um die Jahrtausendwende die zweite kulturelle Glanzzeit. Diese wird repräsentiert durch den „goldenen“ Abt Witigowo (985–997) und die Reformäbte Immo (1006–1008) und Berno (1008–1048). Die berühmte Reichenauer Schreibschule gehört hierher, ebenso die Wandmalereien in der Oberzeller Georgskirche oder die Geschichtsschreibung eines Hermann von Reichenau († 1054) und Berthold von Reichenau. Eine Art Nachglanz des Inselklosters ist für die Regierungszeit des Abts Diethelm von Krenkingen (1169–1206) festzustellen. Danach begann der geistige und materielle Niedergang der Mönchsgemeinschaft in einer sich stark verändernden sozialen und wirtschaftlichen Umwelt des ausgehenden hohen Mittelalters. Reformversuche scheiterten wiederholt. In der zweiten Hälfte des 14. Jahrhunderts war zeitweise der ganze Klosterbesitz verpfändet. Abt Eberhard von Brandis verkaufte schließlich 1367 alle Güter und Rechte seines Klosters an seine Verwandtschaft. Im Jahre 1402 gab es neben dem Abt nur noch zwei hochadlige Konventsherren als „Mönche“.
Am Ausgang des Mittelalters fasste das benediktinische Mönchsideal noch einmal Tritt, das Münster in Mittelzell wurde durch den spätgotischen Chor erweitert, der Radolfzeller Chronist Gallus Oehem schrieb eine Klostergeschichte. 1540 verzichtete Abt Markus von Knöringen auf die Klosterleitung, die er an den Bischof von Konstanz abtrat, der zugleich als Fürstbischof des Hochstifts Konstanz amtierte. In der Folgezeit war die Reichenau als Priorat mit zwölf Mönchen nur mehr eine Verwaltungsstelle des Bistums Konstanz (Obervogteiamt). Die Geschicke des Klosters Reichenau wurden auch in der um 1627 entstandenen, kurzen, aber aufwendig illustrierten Chronik Heinrich Murers geschildert.

### Auflösung
Selbstständigkeitsbestrebungen der geistlichen Gemeinschaft auf der Reichenau endeten mit der Auflösung des Klosters im Jahr 1757. 1803 wurde das Kloster im Rahmen der Säkularisation nach dem Reichsdeputationshauptschluss aufgehoben.

### Cella St. Benedikt (ab 2001)
250 Jahre nachdem die letzten Benediktiner die Insel Reichenau verlassen mussten, haben sich durch Vermittlung des Münsteraner Bischofs Reinhard Lettmann und des Freiburger Erzbischofs Oskar Saier am 1. September 2001 die Benediktinerpatres Nikolaus Egender, Altabt der Dormitio-Abtei in Jerusalem, und Stephan Vorwerk, ehemaliger Prior der Benediktinerpriorats Tabgha, auf der Insel niedergelassen. Am 13. Juni 2004 wurde die Cella St. Benedikt offiziell gegründet. Die Cella hat ihren Sitz im Pfarrhaus von St. Peter und Paul in Niederzell und wird als „abhängiges Haus“ der Erzabtei St. Martin zu Beuron geführt und vom Erzbistum Freiburg unterstützt. Seit 2010 gehören der Cella die Benediktiner Stephan Vorwerk und Hugo Eymann an; 2019 kam als Pater Stephanos Petzolt dazu. Bereits seit 2017 leben die beiden philippinischen Benediktinerinnen Araceli Escurzon und Rochelle Marie Vidal, Mitglieder der Kongregation der „Benedictine Sisters of the Eucharistic King“, in der Nähe der Cella. Wesentliche Aufgabe des Konvents ist die lokale Pfarrseelsorge auf der Reichenau.

## Kultur

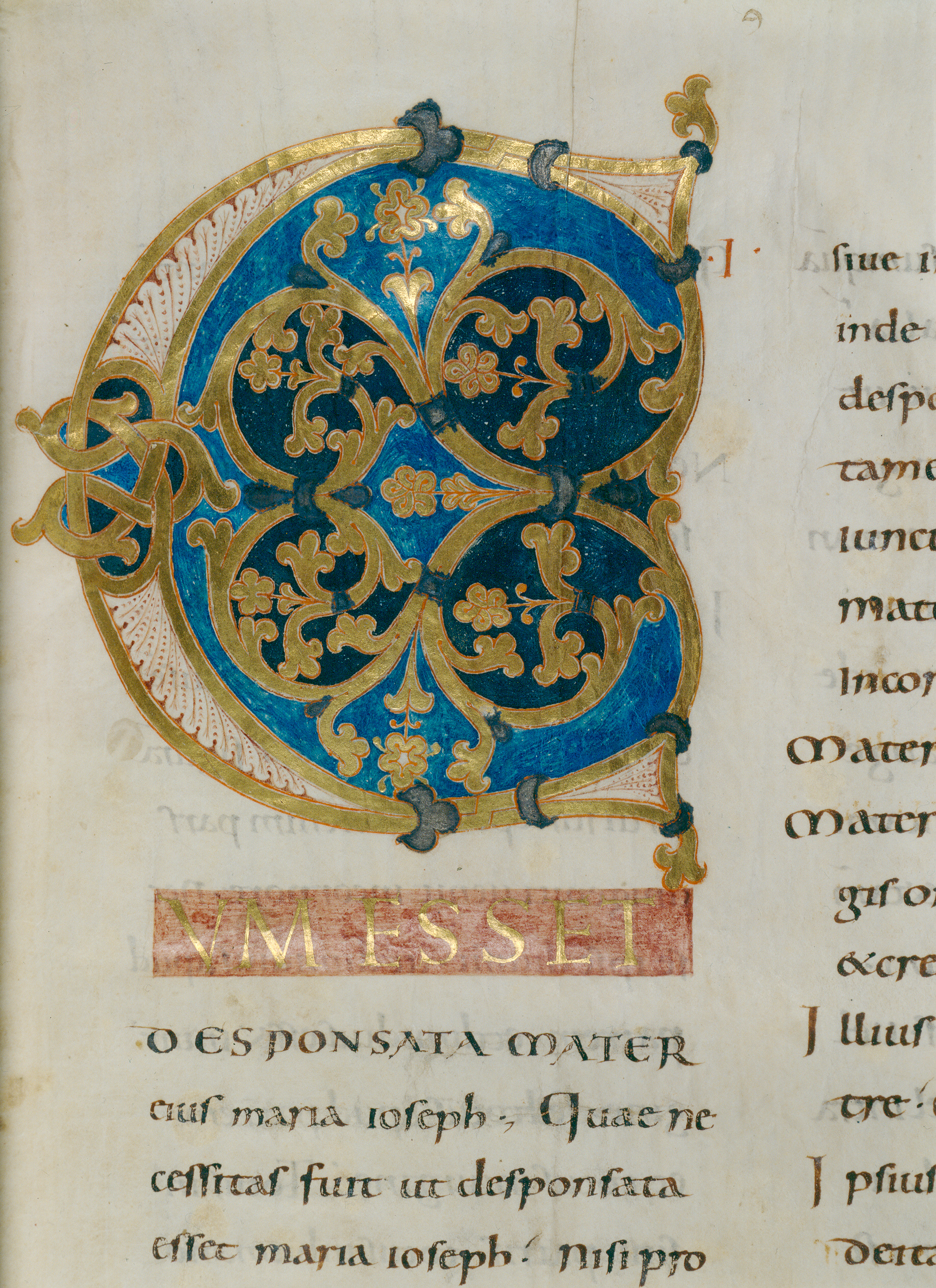
Lektionar aus Reichenau, 2. Drittel des 10. Jahrhunderts, heute in der Badischen Landesbibliothek

### Persönlichkeiten
Das Kloster war eines der wichtigen kulturellen und wissenschaftlichen Zentren des Reiches der Karolinger und Ottonen im Frühmittelalter. Unter anderem war die Reichenau auch Wirkungsstätte von Wetti (Verfasser der frühesten erhaltenen Vita von Gallus) und des Abts Walahfrid Strabo, der dort im Jahre 824 die Visio Wettini und um 840 das frühe botanische Werk Liber de cultura hortorum (Von der Pflege der Gärten) schrieb.
Der wohl bedeutendste Abt der Reichenau war von 888 bis 913 Hatto III., Erzbischof von Mainz (891–913), Erzkanzler des Heiligen Römischen Reiches. Im Gefolge Arnulfs von Kärnten, der sich vom Papst zum Kaiser krönen ließ, ging Hatto 895 nach Rom und erhielt dort von Papst Formosus die Georgsreliquie. Aller Wahrscheinlichkeit nach war das der Anlass zum Bau von St. Georg. Nach dem Tod Arnulfs 899 war Hatto Vormund des sechsjährigen Thronfolgers Ludwig IV. 911 krönte er Konrad I. zum König des ostfränkischen Reiches.
Seltsamerweise wurde der Gründer des Klosters, der Heilige Pirmin, auf der Reichenau erst sehr spät verehrt. Keine der Kirchen ist ihm gewidmet, und auch die „Inselfeiertage“ waren anderen Heiligen gewidmet. Erst unter dem Abt Witigowo wurde im 10. Jahrhundert eine Kapelle nach Pirmin benannt.

### Buchmalerei
Speziell durch die Manuskripte aus dem 10. und 11. Jahrhundert, die in herausragender Weise die Ottonische Buchmalerei Deutschlands repräsentieren, hat das Kloster eine weitreichende Bekanntheit erreicht. Dem Reichenauer Skriptorium entstammen unter anderen das Evangeliar Ottos III. (München) und das Evangeliar aus dem Bamberger Dom, Höhepunkte der Buchmalerei. Im Münsterschatz ist noch ein Evangelistar zu sehen.
Im Zuge der Säkularisation ging der gesamte erhaltene Bestand der Handschriften 1805 in den Besitz der Karlsruher Hofbibliothek, der heutigen Badischen Landesbibliothek über. Dazu gehören 267 Pergamenthandschriften, 162 Papierhandschriften, 212 Fragmente und eine Auswahl der Inkunabeln.
Zehn auf der Reichenau illuminierte Handschriften wurden im Jahre 2003 in das Weltdokumentenerbe der Weltkulturorganisation UNESCO aufgenommen. Die Bodensee-Insel Reichenau war von der UNESCO bereits im Jahr 2000 zum Welterbe erklärt worden.
Vom Anfang des 9. Jahrhunderts bis etwa 1100 galt der Bestand der Klosterbibliothek als einer der weltweit größten (Siehe dazu Grafik über den Verlauf der bedeutendsten Bibliotheksbestände weltweit von 300 bis 1900). Der ersten Verzeichnisse und Bibliothekskataloge (821/822) entstanden zwischen 799 und 838.

#### Die Fälscherwerkstatt
Im 12. Jahrhundert wurden im Skriptorium eine Reihe von Fälschungen produziert. Der sogenannte „Zweite Reichenauer Fälscher“, dessen Name nicht bekannt ist, fertigte mehrere Urkunden, nicht nur für das Reichenauer Kloster, sondern auch für verschiedene oberschwäbische Klöster. Sein mutmaßlicher Schüler, Udalrich von Dapfen, Kustos und Archivar, fertigte ebenfalls zahlreiche Falsifikate. Die berühmteste Reichenauer Fälschung behandelt die Schenkung der königlichen Villa Ulm durch Kaiser Karl den Großen an die Abtei, der Autor war Udalrich von Dapfen. Er verwendete ein Originaldokument von Kaiser Ludwig dem Deutschen aus der Mitte des 9. Jahrhunderts, bei dem die Schrift ausradiert wurde und nur das Rekognitionzeichen (eine Art Unterschrift) und das Siegel erhalten blieben. Der Grund für die Fälschungen war eine Sicherung des Besitzes des Klosters gegen neue Ansprüche weltlicher Herrscher.

### Goldschmiede

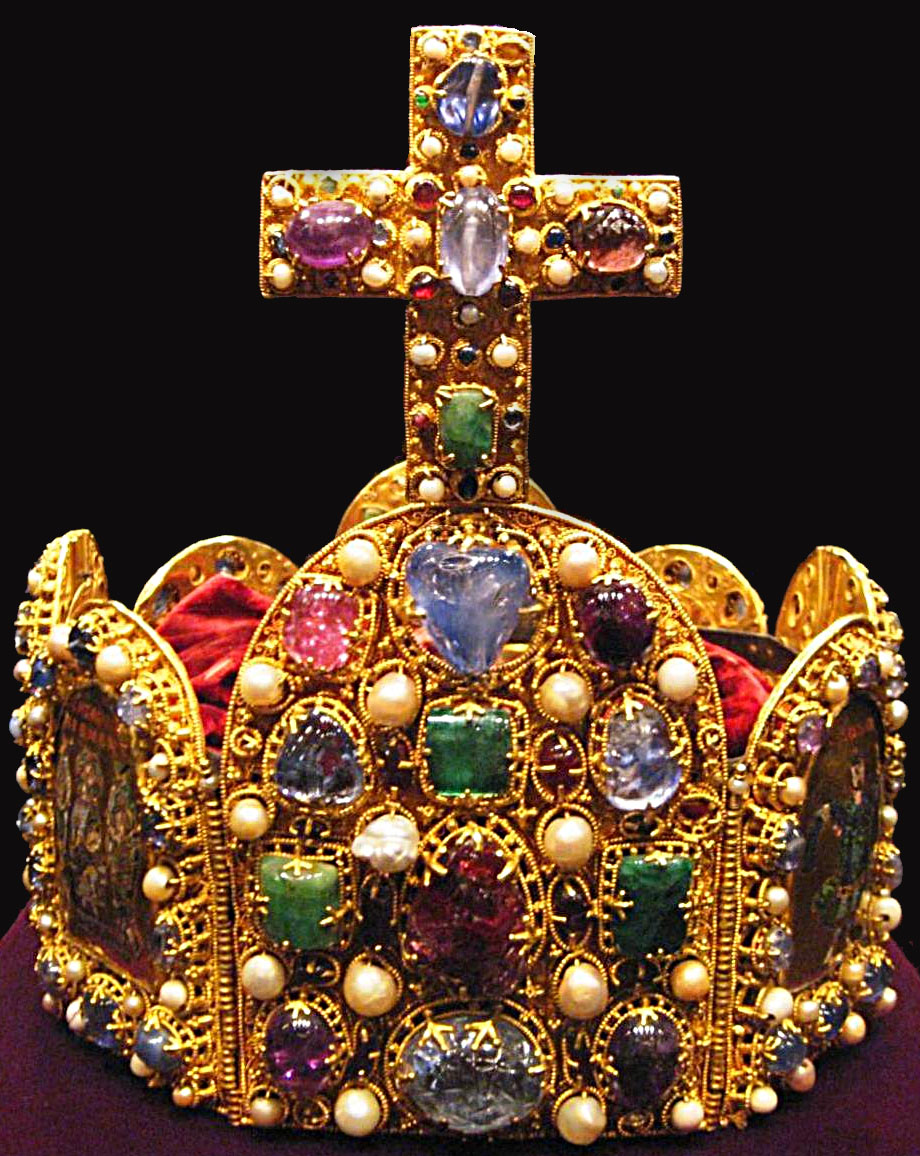
Möglicherweise hat Otto der Große im Jahr 955 die Reichskrone von einem Goldschmied auf der Reichenau anfertigen lassen

Die Reichskrone in der Wiener Schatzkammer wurde möglicherweise durch die Goldschmiede des Klosters Reichenau angefertigt.
Der Abtsstab von 1351 des Klosters Reichenau, eine Glanzleistung und das älteste datierte Objekt Konstanzer Goldschmiedekunst befindet sich im Victoria and Albert Museum in London.
In der öffentlich zugänglichen Schatzkammer des Münsters finden sich die Schreine der Inselheiligen: der Johannes- und Paulusschrein, der Fortunatusschrein und der Markusschrein, Meisterwerke mittelalterlicher Goldschmiedearbeiten.
Außer vier Goldscheiben, darunter die zwei Meter große Majestas-Domini-Scheibe des Konstanzer Münsters, hat sich nichts aus karolingischer oder ottonischer Zeit erhalten, in Quellen überliefert sind jedoch Werke, die hier entstanden sein könnten, wie der Petershausener Altar. Die Beschreibung, die Bischof Gebhard, der Gründer des Klosters Petershausen (983) in seiner Chronik überliefert, lässt an das vielleicht auf der Reichenau entstandene Basler Antependium denken. Bei Heinrich II., der dem Basler Münster die Schenkung machte, bestanden durchaus Interessen am Herzogtum Schwaben.
Der Vorgängerbau des Basler Münsters, eine karolingische Kirche, das „Haito-Münster“, wurde in der ersten Hälfte des 9. Jahrhunderts (805–823) vom Basler Bischof Haito, Abt des Klosters Reichenau, erbaut. Zur Zeit Karls des Großen erfährt das Bistum Basel unter dem Bischof Haito eine erste Blüte. Haito war, wie Waldo, zugleich Abt des Klosters Reichenau und daneben Vertrauter und Berater des Kaisers, für den er 811 als Gesandter nach Konstantinopel reiste.
Der erste Goldschmied, der namentlich genannt wird, ist der St. Galler Mönch Tuotilo. Nach einer langen Pause verlagert sich im Mittelalter das Handwerk in die Städte, hier ist die Nachfrage erheblich gestiegen. In Konstanz beispielsweise sind zwischen 1222 und 1296 fünf Goldschmiede namentlich bekannt, zwischen 1300 und 1400 fünfzehn, in der ersten Hälfte des 15. Jahrhunderts werden 36, bis 1525 weitere 40 Goldschmiede genannt.

### Klosterbibliothek und Handschriftensammlung
Die Handschriftensammlung der Bibliothek des Klosters Reichenau befindet sich seit 200 Jahren in der Badischen Landesbibliothek in Karlsruhe. Die insgesamt 267 Pergamenthandschriften, 162 Papierhandschriften und 212 Fragmente stammen größtenteils aus der Blütezeit der Abtei während des Hochmittelalters. Mit Aufhebung des Klosters 1757 und der Säkularisation ging der gesamte zum damaligen Zeitpunkt noch erhaltene Handschriftenbestand 1805 in den Besitz der Großherzoglichen Hof- und Landesbibliothek über. Bereits 1760 wurde die Sammlung auf der Reichenau durch den späteren Fürstabt von St. Blasien, Martin Gerbert (1720–1793), inventarisiert. Das von Gerbert entwickelte Signaturensystem wird auch heute noch verwendet: Er unterteilte die als „Codices Augienses“ bezeichnete Sammlung in Pergament- und Papierhandschriften („Aug. perg.“ und „Aug. pap.“) und vergab fortlaufende Nummern. In der älteren Literatur werden an manchen Stellen anstatt der Zusätze „perg.“ bzw. „pap.“ zur Unterscheidung eine römische Bezifferung für die Pergament- und arabische Ziffern für die Papierbände verwendet. Erstmals ausführlich beschrieben wurden die Reichenauer Handschriften durch den Leiter der Handschriftenabteilung der Großherzoglichen Hof- und Landesbibliothek Alfred Holder (1840–1916). Auch die Inkunabeln und zahlreiche andere Drucke aus der Klosterbibliothek wurden in den Bestand der Großherzoglichen Hof- und Landesbibliothek übernommen. Während die Inkunabeln bis heute weitgehend erhalten sind, wurde der größte Teil der jüngeren Bücher bei der Zerstörung der Badischen Landesbibliothek 1942 vernichtet.

## Rezeption
Das Kloster Reichenau ist über die Jahrhunderte Objekt einiger Darstellungen:

Johann Gabriel Friedrich Poppel, ca. 1870
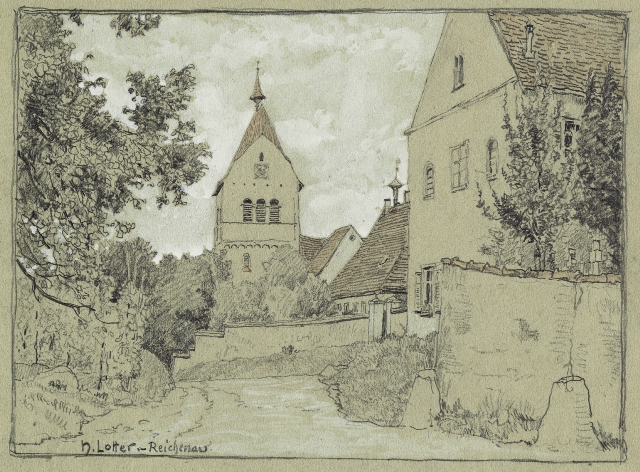
Heinrich Lotter, vor 1941
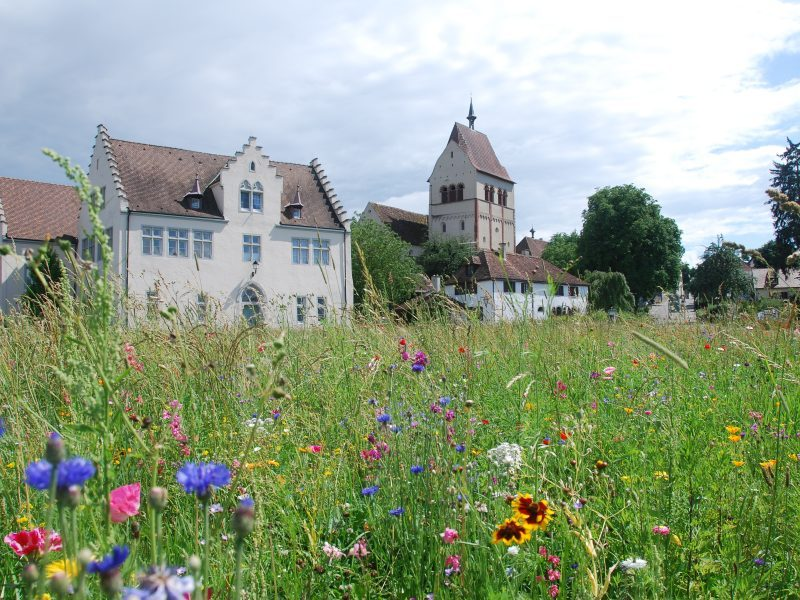
Foto vom Frühjahr 2009

## Historische Literatur
- Peter Paul Albert, Konrad Beyerle (Hrsg.): Die Kultur der Abtei Reichenau: Erinnerungsschrift zur zwölfhundertsten Wiederkehr des Gründungsjahres des Inselklosters 724-1924. Verlag der Muenchner Drucke, 1925, Halbband 1, Halbband 2.
- Karl A. Barack (Hrsg.): Gallus Oheims Chronik von Reichenau (= Bibliothek des Litterarischen Vereins in Stuttgart. Bd. 84). Litterarischer Verein, Stuttgart 1866, Digitalisat.
- Ottmar Friedrich Heinrich Schönhuth: Chronik des ehemaligen Klosters Reichenau, der ersten Pflanzstelle süddeutscher Bildung, Wissenschaft und Kunst. Ein Beitrag zur schwäbischen Geschichte von handschriftlichen Quellen dargestellt. Freiburg im Breisgau 1836 (Digitalisat).
- Karl Brandl: Die Chronik des Gallus Öhem. Winter’s Universitätsbuchhandlung, Heidelberg 1893 (google.books.com).